# Verwahrung (Schweiz)
Verwahrung bezeichnet in der Schweiz die dauerhafte Inhaftierung von gefährlichen Straftätern über den Vollzug der Freiheitsstrafe hinaus. Die Verwahrung dient dabei nicht der Sühne, sondern ausschliesslich dem Schutz der Öffentlichkeit; sie ist also eine Massnahme und keine Strafe. Ihre Dauer kann daher das eigentliche Strafmass überschreiten, und sie kann auch über die regelmässige Vollstreckungsdauer der lebenslangen Freiheitsstrafe hinausreichen. Die Verwahrung wird hauptsächlich in den Artikeln Art. 59, Art. 64 und Art. 65 des Strafgesetzbuches geregelt.
Unterschieden wird zwischen einer stationären therapeutischen Massnahme, der Verwahrung und der lebenslänglichen Verwahrung. Letztere resultiert aus dem nach einer Volksabstimmung am 8. Februar 2004 in Kraft getretenen Artikel Art. 123a der Schweizerischen Bundesverfassung, wonach ein Sexual- oder Gewaltstraftäter, der „als extrem gefährlich erachtet und nicht therapierbar eingestuft“ wird, „wegen des hohen Rückfallrisikos bis an sein Lebensende zu verwahren“ sei, ohne Aussicht auf frühzeitige Entlassung oder Hafturlaub.

## Arten der Verwahrung
Es werden drei Arten von Verwahrungen unterschieden:
- die „kleine Verwahrung“, bei welcher die Therapie im Vordergrund steht
- die ordentliche Verwahrung, bei welcher die Sicherheit im Vordergrund steht
- die lebenslängliche Verwahrung für „extrem gefährliche, nicht therapierbare“ Straftäter

Zu beachten ist, dass im Strafrecht nur die ordentliche und die lebenslängliche Verwahrung als solche bezeichnet wird. Da sich die „kleine Verwahrung“ im Sprachgebrauch eingebürgert hat, wird sie hier der Vollständigkeit halber erwähnt.

### Kleine Verwahrung
«Ist der Täter psychisch schwer gestört, so kann das Gericht eine stationäre Behandlung anordnen, wenn:

a. der Täter ein Verbrechen oder Vergehen begangen hat, das mit seiner psychischen Störung in Zusammenhang steht; und

b. zu erwarten ist, dadurch lasse sich der Gefahr weiterer mit seiner psychischen Störung in Zusammenhang stehender Taten begegnen.»

Die „kleine Verwahrung“ bezeichnet eine stationäre therapeutische Massnahme, die vom Gericht angeordnet wird. Während die ordentliche Verwahrung (siehe unten) bei Straftaten in Frage kommt, die eine Höchststrafe von mindestens 5 Jahren zur Folge haben, wird die „kleine Verwahrung“ in der Regel zusammen mit einer Haftstrafe, die kürzer als fünf Jahre dauert, verhängt. Die Haftstrafe wird dabei zugunsten der therapeutischen Massnahme aufgeschoben. Besteht keine Fluchtgefahr, kann die Therapie in einer offenen Einrichtung erfolgen. Nach Ablauf von fünf Jahren kann die Massnahme um jeweils höchstens fünf weitere Jahre verlängert werden.

### Ordentliche Verwahrung
«Das Gericht ordnet die Verwahrung an, wenn der Täter einen Mord, eine vorsätzliche Tötung, eine schwere Körperverletzung, eine Vergewaltigung, einen Raub, eine Geiselnahme, eine Brandstiftung, eine Gefährdung des Lebens oder eine andere mit einer Höchststrafe von fünf oder mehr Jahren bedrohte Tat begangen hat, durch die er die physische, psychische oder sexuelle Integrität einer andern Person schwer beeinträchtigt hat oder beeinträchtigen wollte und wenn:
a. auf Grund der Persönlichkeitsmerkmale des Täters, der Tatumstände und seiner gesamten Lebensumstände ernsthaft zu erwarten ist, dass er weitere Taten dieser Art begeht; oder
b. auf Grund einer anhaltenden oder langdauernden psychischen Störung von erheblicher Schwere, mit der die Tat in Zusammenhang stand, ernsthaft zu erwarten ist, dass der Täter weitere Taten dieser Art begeht und die Anordnung einer Massnahme nach Artikel 59 keinen Erfolg verspricht.»

Die Verwahrung gemäss Art. 64 Abs. 1 StGB wird auf Grund von Persönlichkeitsstörungen oder psychischen Störungen des Täters vom Gericht ausgesprochen. Die Verwahrung wird nach der abgesessenen Haftstrafe vollzogen. Sie wird üblicherweise in einer Massnahmevollzugseinrichtung oder in einer Strafanstalt durchgeführt. Der Täter kann bedingt frühzeitig aus der Verwahrung entlassen werden, wenn zu erwarten ist, dass er sich in der Freiheit bewährt. Die erste Beurteilung erfolgt nach der Probezeit, die zwei bis fünf Jahre dauert. Falls der Täter bis dahin keinen positiven Entscheid der Bewährungshilfe bekommen hat, wird er weiterhin verwahrt (Art. 64a StGB). Jedoch prüft das Gericht, welches ihn verwahrt hat, jährlich, ob der Täter vorzeitig aus der Verwahrung entlassen werden kann (Art. 64b  StGB).

### Lebenslängliche Verwahrung
Die unter anderem als Reaktion auf den Mord am Zollikerberg ins Leben gerufene Volksinitiative «Lebenslange Verwahrung für nicht therapierbare, extrem gefährliche Sexual- und Gewaltstraftäter» (Verwahrungsinitiative) wurde im Jahr 2004 angenommen. Artikel 123a BV bestimmt seither:

1 Wird ein Sexual- oder Gewaltstraftäter in den Gutachten, die für das Gerichtsurteil nötig sind, als extrem gefährlich erachtet und nicht therapierbar eingestuft, ist er wegen des hohen Rückfallrisikos bis an sein Lebensende zu verwahren. Frühzeitige Entlassung und Hafturlaub sind ausgeschlossen.

2 Nur wenn durch neue, wissenschaftliche Erkenntnisse erwiesen wird, dass der Täter geheilt werden kann und somit keine Gefahr mehr für die Öffentlichkeit darstellt, können neue Gutachten erstellt werden. Sollte auf Grund dieser neuen Gutachten die Verwahrung aufgehoben werden, so muss die Haftung für einen Rückfall des Täters von der Behörde übernommen werden, die die Verwahrung aufgehoben hat.

3 Alle Gutachten zur Beurteilung der Sexual- und Gewaltstraftäter sind von mindestens zwei voneinander unabhängigen, erfahrenen Fachleuten unter Berücksichtigung aller für die Beurteilung wichtigen Grundlagen zu erstellen.

Artikel 123a der Bundesverfassung war schon vor der Abstimmung sehr umstritten. Folgende Probleme wurden von Juristen, forensischen Psychiatern und Menschenrechtsorganisationen identifiziert:
- dass die definitive, unbefristete Verwahrung nicht mit der Europäischen Menschenrechtskonvention (EMRK) zu vereinbaren ist; dies aufgrund von Artikel 3, welcher unmenschliche Behandlung untersagt, und Artikel 5, wonach jeder Inhaftierte die Rechtmässigkeit seiner Haft überprüfen lassen kann;[1]
- eine Überprüfung der Haft ist nur möglich, wenn in der Zwischenzeit „neue, wissenschaftliche Erkenntnisse“ zur Therapiefähigkeit erschienen sind; nach der EMRK ist es jedoch unter Umständen menschenrechtswidrig, wenn der Häftling die Chance auf eine Haftentlassung nicht selbst beeinflussen kann[1]
- da gemäss Initiativtext eine vorzeitige Entlassung nicht möglich ist, wurde ebenso bemängelt, dass die Gutachter für die gesamte restliche Lebenszeit des Straftäters eine Prognose über dessen Therapierbarkeit erstellen müssen. Damit verbunden ist die Frage, ob und auf welche Weise der Gutachter die zukünftige Entwicklung neuartiger Therapiemöglichkeiten abschätzen und berücksichtigen darf. Von Kantonsgerichten wurde eine prognostizierte Untherapierbarkeit während den nächsten 20 Jahren so ausgelegt, dass auch während der restlichen Lebenszeit keine Änderung der Therapierbarkeit zu erwarten sei, was aber nach der Ansicht des Bundesgerichtes weder vom Verfassungsartikel noch von Artikel 64 StGB gestützt werde;[2]
- die Frage, was „nicht therapierbar“ bedeutet: Einerseits ist ein Straftäter, der keine psychische Erkrankung aufweist, zum vorneherein nicht therapierbar und kann somit nicht aus der Verwahrung entlassen werden, und andererseits ist ein Straftäter auch nicht therapierbar, wenn geeignete Behandlungseinrichtungen fehlen.[3] Nach der Arbeitsgruppe „Verwahrung“ des EJPD muss die dauerhafte Nicht-Therapierbarkeit mit „strukturellen, eng und dauerhaft mit der Persönlichkeit des Täters“ verbundenen Kriterien festgestellt werden; ein fehlendes rationales Tatgeständnis, medikamentös beeinflussbare Symptome, die Nichtverfügbarkeit einer Therapieeinrichtung und die fehlende Motivation eines Täters, eine Therapie zu beginnen, sind nicht Ausschlag gebend.[2]

Art. 64. Abs. 1bis StGB führt aus:

«Das Gericht ordnet die lebenslängliche Verwahrung an, wenn der Täter einen Mord, eine vorsätzliche Tötung, eine schwere Körperverletzung, einen Raub, eine Vergewaltigung, eine sexuelle Nötigung, eine Freiheitsberaubung oder Entführung, eine Geiselnahme, Menschenhandel, Völkermord oder eine Verletzung des Völkerrechts im Falle bewaffneter Konflikte nach den Artikeln 108–113 des Militärstrafgesetzes begangen hat.»

Dieser Katalog an Straftaten, die zur lebenslänglichen Verwahrung führen können, ist abschliessend.
Die Verwahrung gemäss Art. 64. Abs. 1bis StGB wird ausgesprochen, wenn der Täter mit dem Verbrechen die physische, psychische oder sexuelle Integrität einer anderen Person besonders schwer beeinträchtigt hat, wenn die Gefahr besteht, dass der Täter rückfällig wird, oder wenn der Täter als dauerhaft nicht therapierbar eingestuft wird. Die Verwahrung beginnt nach der abgesessenen Haftstrafe und wird üblicherweise in einer Massnahmevollzugseinrichtung oder in einer Strafanstalt vollzogen.
Bei lebenslänglicher Verwahrung nach Artikel 64 Absatz 1bis StGB prüft die zuständige Behörde von Amtes wegen oder auf Gesuch hin, ob neue wissenschaftliche Erkenntnisse vorliegen, die erwarten lassen, dass der Täter so behandelt werden kann, dass er für die Öffentlichkeit keine Gefahr mehr darstellt. Kommt die zuständige Behörde zum Schluss, der Täter könne behandelt werden, so bietet sie ihm eine Behandlung an. Diese wird in einer geschlossenen Einrichtung vorgenommen. Zeigt die Behandlung, dass sich die Gefährlichkeit des Täters erheblich verringert hat und so weit verringert werden kann, dass er für die Öffentlichkeit keine Gefahr mehr darstellt, hebt das Gericht die lebenslängliche Verwahrung auf und ordnet eine stationäre therapeutische Massnahme an. Das Gericht kann den Täter aus der lebenslänglichen Verwahrung bedingt entlassen, wenn er infolge hohen Alters, schwerer Krankheit oder aus einem anderen Grund für die Öffentlichkeit keine Gefahr mehr darstellt (Art. 64c StGB).
Im Oktober 2010 wurde erstmals in der Schweiz ein Straftäter mit der Massnahme der lebenslänglichen Verwahrung verurteilt. Das Urteil des Bezirksgerichtes ist rechtskräftig. Bislang (Stand März 2018) wurde jede lebenslängliche Verwahrung, die vom Bundesgericht überprüft wurde, aufgehoben.